# Wien Westbahnhof
Wien Westbahnhof (Estação Oeste de Viena) é uma importante estação ferroviária da Áustria. É o ponto inicial da Ferrovia Oeste (Westbahn). Antigamente, era o ponto de chegada das ferrovias internacionais. Em 2015, sua função foi alterada devido à inauguração da Wien Hauptbahnhof (Estação Central de Viena). Atualmente, é o ponto de chegada da empresa privada WESTbahn nos seu serviço de ligação com a cidade de Salzburgo. A estação é servida pela linha S50 da S-bahn e pelas linhas U3 e U6 do metro de Viena. Seis linhas de bonde convergem para a praça da Europa em frente à estação, embora nenhuma delas vá para o Centro da cidade. Também existem ônibus para o aeroporto.

## Localização
A estação se localiza no 15º distrito da cidade (Rudolfsheim-Fünfhaus), no Gürtel (estrada que contorna a região central da cidade). A rua Mariahilfer, a sudeste, proporciona uma ligação direta com o Centro da cidade.

## Importância
É uma das mais movimentadas estações da cidade. Era o ponto de chegada das linhas ferroviárias internacionais que chegavam à cidade. Em 2015, com a inauguração da Estação Central de Viena, todas as linhas de longa distância das Ferrovias Federais Austríacas (ÖBB) foram transferidas para essa nova estação. A empresa privada WESTbahn manteve seu serviço de ligação com a cidade de Salzburgo. Ao mesmo tempo, a frequência dos serviços regionais das ferrovias do oeste aumentou. 
A estação é ponto de partida de linhas regionais em direção ao oeste de Viena, as quais fazem parte da Autoridade de Tráfico Regional Leste e pertencem, em parte, à S-Bahn vienense. 
Com a alteração de suas funções, grande parte de sua estrutura se tornou desnecessária. Como resultado, se estuda uma diminuição de seu tamanho, e novas utilizações para o espaço excedente.

## História

### 1858 a 1949
Construída para a ferrovia oeste (originalmente, chamada k.k. privilegierte Kaiserin-Elisabeth-Bahn), a estação foi desenhada pelo arquiteto Moritz Löhr. Foi inaugurada em 1858. Era constituída por quatro seções, construídas em estilo histórico. 
O saguão principal tinha 104 metros de comprimento e, originalmente, 27,2 metros de largura. Era coberta por um toldo de ferro com vigas e tinha espaço para quatro pistas. Plataformas peninsulares ainda não estavam disponíveis. A saída do saguão era flanqueada por duas torres. A leste, o edifício da administração, de dois andares, separava as pistas do Gürtel.
As alas laterais tinham divisões para partidas e chegadas. A seção sul consistia em um portal ornamental com degraus e três largos arcos apoiados por colunas, que eram coroadas por estátuas. Acessos laterais para a direita e para a esquerda conduziam até os prédios de dois andares dos escritórios. Através do portal, se entrava no saguão das bilheterias e na plataforma de partida. Num terreno levemente elevado, o local das partidas oferecia a visão mais impressionante da estação a partir do sudeste. Esse motivo era repetido na seção de chegadas, ao norte. 
Para se adequar ao crescente número de passageiros, as duas torres que ladeavam o portão de embarque foram afastadas uma da outra, numa modificação que durou de 1910 a 1912. O teto da construção também foi modificado, e se conseguiu espaço para uma quinta pista. Também foram construídas mais plataformas cobertas e pistas de embarque.
Em abril de 1945, a estação foi bombardeada e queimada no contexto das batalhas do final da Segunda Guerra Mundial. O teto da galeria desabou. Foram feitas adaptações para permitir que a estação continuasse funcionando, mas uma completa reconstrução foi decidida, de modo que a estação foi demolida em 1949.
Uma estátua representando Isabel da Baviera, Imperatriz da Áustria (nome original da linha férrea) da fachada original permanece até hoje no saguão inferior da atual estação, lembrando a antiga estação.

### A partir de 1949
A nova estação foi desenhada pelos arquitetos Hartiger & Wöhnhart e abriu em 1952. As alas administrativas laterais foram construídas estreitas, de modo que houve espaço para a construção de onze pistas, acessadas por plataformas peninsulares cobertas.
O coração da nova estação era o saguão que dava acesso ao Gürtel (praça da Europa), dividido em um nível inferior e um nível superior, acessíveis por escada e elevador. O saguão era iluminado por altas janelas nas fachadas leste e oeste, sobre as saliências das plataformas. As bilheterias foram instaladas no saguão superior. Mais tarde, foi construído um pavilhão no saguão inferior, oferecendo um serviço de reserva de hotéis. Na década de 1980, foi construído um estacionamento ao norte da estação.
A estação, com seu enxaimel, passou a ter sua arquitetura protegida.
Durante a construção da linha de metrô U3, em 1993, foi construído um grande prédio de aço e vidro para abrigar os restaurantes e a cafeteria da estação. O acesso ao metrô é feito pelo andar inferior do prédio.
Várias lojas estão presentes nos dois andares do edifício principal. O setor policial que existia foi fechado em 23 de abril de 2006.

### 2008-2011
Em meados de setembro de 2008, começou a reforma do setor de bilheterias. Também foram removidos os postes do lado de fora da estação, pois eles foram projetados tão perto um do outro que não podiam sequer abrigar bandeiras. Foram construídos novos prédios à esquerda e à direita da estação. À esquerda, acima do parque no cruzamento da rua Mariahilfer com o Neubargürtel, foi construído um edifício de escritórios com um grande átrio. No lado oposto, foi construído outro edifício de escritórios com um hotel.
Durante o período de obras, o setor de bilheterias, bem como a praça da Europa em frente, foram fechados. Uma estação provisória foi edificada ao sul do saguão principal, para permitir a continuação das atividades da estação.
As obras custaram 200 000 000 de euros e foram finalizadas em 2011. A nova estação foi aberta em 23 de novembro de 2011.

### 2015 até hoje
Em dezembro de 2015, todas as linhas de longa distância das Ferrovias Federais Austríacas foram transferidas para as estações Wien Meidling e Wien Hauptbahnhof através do túnel Lainz. Isso simplificou as operações férreas, pois os trens tinham de ser revertidos em Westbahnhof. Isso também facilitou a conexão dos transportes, pois unificou os finais de linha em uma única estação. A mudança foi uma contribuição significativa da Áustria para o projeto "Magistral para a Europa", que ligará Paris, Bratislava e Budapeste com um trem de alta velocidade. Também significou uma considerável diminuição de importância da Estação Oeste de Viena.

## Serviço de trem
- Serviço intermunicipal Viena - Sankt Pölten - Linz - Wels - Salzburgo
- Serviço regional para Sankt Pölten, Amstetten (Áustria) e Sankt Valentin (Baixa Áustria)
- Serviço de S-Bahn até Neulengbach

## Pessoas notáveis que trabalharam na estação
- Franz Rauscher (1900-1988), político austríaco

## Moeda comemorativa
Em 2008, foi cunhada uma moeda comemorativa de vinte euros homenageando a Ferrovia Oeste Imperatriz Isabel. O reverso da moeda mostra a Estação Oeste de Viena original. O lado direito da moeda mostra a estátua da imperatriz Isabel, que permanece até hoje na estação.

## Na cultura popular
Na estação, foram gravadas muitas cenas do filme Before Sunrise (1995).